# Kontrola wewnętrzna w administracji
Kontrola – jest to obserwowanie, ustalanie lub wykrywanie stanu faktycznego, porównywanie rzeczywistości z zamierzeniami, występowanie przeciwko zjawiskom niekorzystnym oraz informowanie właściwych jednostek o dokonanych spostrzeżeniach, jednakże bez decydowania o zmianie kierunku działania jednostki kontrolowanej.
Kontrola polega na:
- ustaleniu istniejącego stanu rzeczy,
- ustaleniu jak być powinno,
- zestawieniu tego, co istnieje z tym, co być powinno, według odpowiednich wzorców i norm postępowania oraz opisaniu różnic, ustaleniu przyczyn wystąpienia różnic i sporządzeniu zaleceń w celu usunięcia niepożądanych zjawisk.

Administracja publiczna jest ustawowo zobowiązana do prowadzenia audytu wewnętrznego, tzn. działań, przez które kierownik jednostki uzyskuje ocenę spełniania wymagań legalności, gospodarności, celowości, rzetelności, przejrzystości i jawności w zakresie gospodarki finansowej. Audyt wewnętrzny prowadzony jest w jednostkach sektora finansów publicznych przez audytorów wewnętrznych w tych jednostkach zatrudnionych, lub na podstawie umowy. Kontrolę resortową pełnią wyspecjalizowane jednostki organizacyjne.
Kontrola resortowa jest przede wszystkim przejawem stosunku nadzoru, zachodzącego pomiędzy podmiotami pozostającymi w zależności od siebie. Organ nadrzędny odpowiada za działalność organu podporządkowanego i stąd wynika potrzeba uzyskiwania informacji, które pozwalają na ocenę jego działalności i uruchomienie w porę odpowiednich środków korygujących lub zapobiegających powstawaniu zjawisk niekorzystnych. Takie zainteresowanie przejawia się nie tylko w stosunkach między organem bezpośrednio nadrzędnym a organami bezpośrednio podległymi, ale także w stosunkach pomiędzy każdym organem zajmującym w strukturze organizacyjnej danego resortu pozycję wyższą a wszystkimi jednostkami organizacyjnymi działającymi na niższych szczeblach i choćby tylko pośrednio mu podległymi. Każdy minister i kierownik organu centralnego będąc zainteresowany działaniem wszystkich podległych mu jednostek organizacyjnych, musi je kontrolować, gdyż odpowiada za ich prawidłowe funkcjonowanie. W obrębie każdej jednostki organizacyjnej, przełożony powinien kontrolować pracę podległych pracowników a równocześnie sam podlega kontroli ze strony swego przełożonego.